# ليه ستيل
ليه ستيل (بالإنجليزية: Les Steel)‏ هو لاعب دوري الرغبي أسترالي، ولد في 1900، وتوفي في 1966.